# Hal Sparks
Hal Sparks (Cincinnati, Ohio, 25 de septiembre de 1969) es un actor, presentador y humorista, conocido por su papel de Michael Novotny en la serie de televisión estadounidense Queer as Folk. Saltó a la fama al presentar el programa Talk Soup del canal E! Entertainment TV.
Además de actuar, Hal es también el cantante y guitarrista de la banda de rock Zero 1 (anteriormente llamada La banda de Hal Sparks). Sus miembros son Robert Hall (un amigo de Hal) en el bajo y Miles Loretta (su primo) en la batería.

## Filmografía

### Televisión
| Título                                         | Año         | Personaje                                                                    |
| ---------------------------------------------- | ----------- | ---------------------------------------------------------------------------- |
| Lab Rats                                       | 2012–2015   | Donald Davenport                                                             |
| The Tester                                     | 2010        | parte del panel de jueces.                                                   |
| America's Funniest Mom 3                       | 2007        | presentador.                                                                 |
| Tak and The Power of Juju                      | 2007        | Sin verificar                                                                |
| Celebrity Paranormal Project                   | 2006        | Sin verificar                                                                |
| Las Vegas                                      | 2006-2003   | Sin verificar "Cash Springs Eternal"                                         |
| CSI: Crime Scene Investigation                 | 2000 - 2005 | Digger James "Dog Eat Dog"                                                   |
| Queer As Folk                                  | 2000-2005   | Michael Charles Novotny-Bruckner.                                            |
| Video Game Vixens                              | 2005        | Sin verificar                                                                |
| Extreme Dodgeball                              | 2004        | jugador de los Chicago Hitmen.                                               |
| Frasier                                        | 1993-2003   | Recepcionista "Door Jam"                                                     |
| One on One                                     | 2001-2002   | Danny Davis Jr "Unemployment Up, Pride Down" y "I Believe I Can Fly: Part 2" |
| Rendez-View                                    | 2001-2002   | Invitado "She Loves Him, Loves Him Not" y "Belgian Boy Toy"                  |
| Talk Soup                                      | 1999-2000.  | Presentador                                                                  |
| Martial Law                                    | 1998-2000   | Ellroy Nelson "No Fare"                                                      |
| Cheap Theatrix                                 | 1998        | Sin verificar                                                                |
| La doctora Quinn                               | 1993-1995   | Gentle Horse "Indian Agent"                                                  |
| Lois y Clark: Las nuevas aventuras de Supermán | 1993-1994   | Skateboarder "Witness"                                                       |

### Películas
| Título                            | Año  | Personaje                                     |
| --------------------------------- | ---- | --------------------------------------------- |
| Extract                           | 2009 | Empleado de una tienda de música              |
| Denial                            | 2006 | Productor ejecutivo                           |
| Spider-Man 2                      | 2004 | Hombre del ascensor                           |
| Lightning Bug                     | 2004 | Deputy Dale                                   |
| Dickie Roberts: Former Child Star | 2003 | Editor.                                       |
| Bleacher Bums                     | 2002 | Richie                                        |
| Dr. Dolittle 2                    | 2001 | School Fish #1 (voz)                          |
| ¿Colega, dónde está mi coche?     | 2000 | Zoltan                                        |
| Lost & Found                      | 1999 | DJ                                            |
| Invader                           | 1996 | Comandante de la defensa del Fort Irwin (voz) |
| Signs and Wonders                 | 1995 | Rocker 2                                      |
| Chopper Chicks in Zombietown      | 1989 | Lance                                         |
| Frog                              | 1987 | Jim                                           |